# یوسی نورلا
یوسی نورلا (فنلاندی: Jussi Nuorela؛ زادهٔ ۱۱ اوت ۱۹۷۴) بازیکن سابق و مربی فوتبال اهل فنلاند است.
از باشگاه‌هایی که در آن بازی کرده‌است می‌توان به باشگاه فوتبال اینتر تورکو، باشگاه فوتبال مالمو، باشگاه فوتبال الازیغ‌اسپور، باشگاه فوتبال هاکا، باشگاه فوتبال فادوتس، باشگاه فوتبال خرونینگن، باشگاه فوتبال میپا، باشگاه فوتبال سیلکبورگ، باشگاه فوتبال پک زووله، باشگاه فوتبال پی‌اس‌وی آیندهوون، باشگاه فوتبال فورتونا دوسلدورف، و باشگاه فوتبال تورون پالوسئورا اشاره کرد.
وی همچنین در تیم ملی فوتبال فنلاند بازی کرده‌است.